# Österreichische Luftverkehrs
La Österreichische Luftverkehrs era una compagnia aerea austriaca operante dal 1923 al 1938, quando a causa dell'annessione dell'Austria alla Germania nel marzo dello stesso anno passò dapprima sotto il controllo della Lufthansa, e poi ne venne definitivamente assorbita.

## Storia
Il 3 maggio 1923 l'imprenditore Walter Bardas-Bardenau ricevette l'approvazione del governo austriaco per fondare una compagnia aerea, denominata Österreichische Luftverkehrs-Aktiengesellschaft. Bardas-Bardenau contribuì al capitale sociale acquistando l'1% delle azioni, mentre il rimanente fu suddiviso tra Österreichische Eisenbahn-Verkehrs-Anstalt GmbH (50%) e Junkers Werke (49%). 
La flotta aerea della nuova società consistette inizialmente in due velivoli Junkers F 13 e fu con uno di essi che ebbe luogo il primo volo di linea il 14 maggio 1923 sulla tratta Monaco di Baviera-Vienna Jedlesee, con pilota Hans Baur. 
Inizialmente la società operava come parte della Trans-Europa-Union voluta da Hugo Junkers. Le destinazioni includevano Monaco, Budapest, Norimberga, Graz, Klagenfurt e St. Wolfgang. Alcune delle destinazioni in Austria erano servite con velivoli idrovolanti. Lo scioglimento dell'Union avvenuta nel settembre 1926 portò alla cessazione di alcuni collegamenti.
In quell'anno, dopo un negoziato con il governo cecoslovacco, venne inaugurata la rotta Vienna-Praga-Dresda-Berlino utilizzando velivoli Junkers G 24. 
Dal 1927 la compagnia acquistò nuovi aerei con il contributo del governo. Il contratto della compagnia con Deutsche Luft Hansa, concluso in quello stesso anno, prevedeva servizi di collegamento programmati, pianificati congiuntamente, e gestiti da entrambe le società. Nel periodo successivo fu creata una rete di collegamenti che si estendeva da Vienna a Berlino, Budapest e Milano. Nel 1932 la Luft-Hansa acquistò la quota di azioni fino ad allora detenute dalla Junkers. Dopo la fine della crisi economica mondiale la flotta aziendale fu integrata con l'acquisizione di diversi trimotori Junkers Ju 52/3m e nel 1935 la ÖLAG era la quarta compagnia europea di trasporto aereo, dietro a Air France, Lufthansa e KLM.
Nel 1938, la compagnia iniziò a pianificare voli per Roma, Parigi e Londra, ed a tal fine fu programmato l'acquisto dei quadrimotori Junkers Ju 90. Dopo l'annessione dell'Austria alla Germania nel marzo 1938, questi progetti vennero abbandonati e la compagnia aerea era passò completamente sotto il controllo di Lufthansa il 1º gennaio 1939. Il 16 giugno dello stesso anno la società fu cancellata dal registro della camera di commercio.

### La flotta aziendale
Con l'eccezione di un Douglas DC-2 tutti gli aerei usati erano di produzione Junkers. Alcuni velivoli furono noleggiati dalla Luft Hansa (dal 1933 Lufthansa) e usati per poco tempo dalla ÖLAG. 
Nel gennaio 1939 Lufthansa rilevò i sei Ju 52 ancora utilizzabili, mentre gli aerei più vecchi, incluso un G 24, furono radiati nei mesi successivi.
- 22 Junkers F 13 (acquistati tra il 1923 e il 1929)
- 1 Junkers G 23  (noleggiato dalla Luft Hansa nel 1927)
- 3 Junkers G 24 (acquistati tra il 1924 e il 1931)
- 1 Junkers G 31 (acquistato nel 1928)
- 1 Douglas DC-2 (tra il 1934 e il 1936 usato principalmente come velivolo governativo, poi venduto alla Swissair)
- 7 Junkers Ju 52/3m (acquistati tra il 1935 e il 1938)

### Incidenti
- Il 14 agosto 1930 un F 13 precipitò a Weiler im Allgäu (Baviera), con la morte del pilota.
- Il 2 settembre 1930 un F 13 si schiantò nei pressi di Wallgau, causando la morte del pilota Raoul Stojsavljevic.

### Annotazioni
1. ↑  Originariamente la destinazione finale era l'aeroporto di Budapest, ma vi fu un cambio di destinazione verso Vienna.
2. ↑  Il governo austriaco sovvenzionava la società con concessione di un milione di chilometri di linea.

### Fonti
1. 1 2 3  Keimel 1993, p. 15.
2. 1 2 3 4 5 6 7 8 9 10 11 12  Die Presse.
3. 1 2  Flugfeld Aspern.